# Ral·li de Catalunya
El Ral·li de Catalunya, oficialment anomenat RallyRacc Catalunya-Costa Daurada, és un ral·li que organitza el RACC a Catalunya des de 1957 i que puntua per al Mundial de Ral·lis de la FIA des de 1991. Actualment té la base operativa a Salou, Tarragonès (amb el centre neuràlgic situat a PortAventura World), i es disputa per les comarques del Baix Camp, el Baix Penedès, l'Alt Camp i el Priorat.

## Història

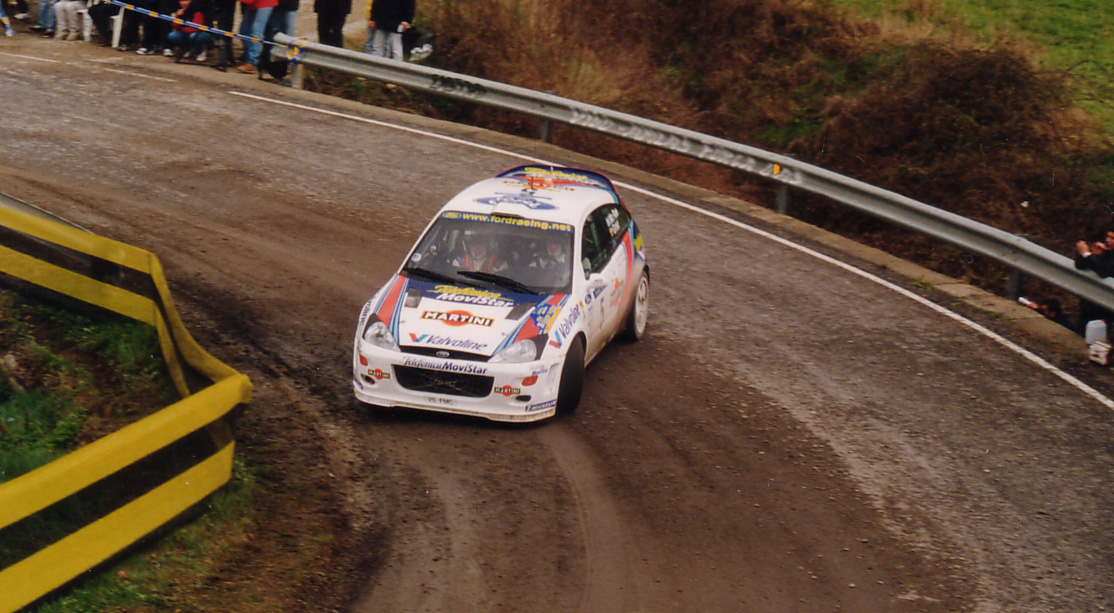
Colin McRae a l'edició del 2000

Els orígens de la prova cal cercar-los en la Volta a Catalunya, instaurada pel Reial Automòbil Club de Catalunya (RACC) el 1916 -fou la primera prova de tipus ral·li que es feu a Catalunya- i recuperada el 1954 després d'un llarg període d'oblit. El 1957 se'n disputà la primera edició amb la denominació Ral·li Catalunya i en format modern i es mantingué fins al 1964. Després d'uns anys sense celebrar-se, el RACC tornà a organitzar la prova el 1973 i la feu puntuable per al Campionat d'Espanya de ral·lis. Dos anys més tard ja fou puntuable per al Campionat d'Europa de la modalitat. El 1988, la prova es fusionà amb el Ral·li Costa Brava (que organitzava la Penya Motorista 10 x Hora) per tal de crear una gran prova que fos puntuable per al Mundial, cosa que s'aconseguí el 1991. Des d'aleshores forma part del calendari del mundial.
Al llarg dels anys, la prova ha anat canviant de nom i d'ubicació: entre el 1988 i el 2004 es disputà a la Costa Brava, com a resultat de la seva fusió amb el Ral·li Costa Brava, essent conegut com a Ral·li Catalunya - Costa Brava; d'ençà del 2005, quan es traslladà a la Costa Daurada, la seva denominació oficial esdevingué Rally España (RACC Catalunya - Costa Daurada), per bé que ha seguit essent conegut popularment com a Ral·li Catalunya - Costa Daurada o, simplement, RallyRACC.

## Característiques

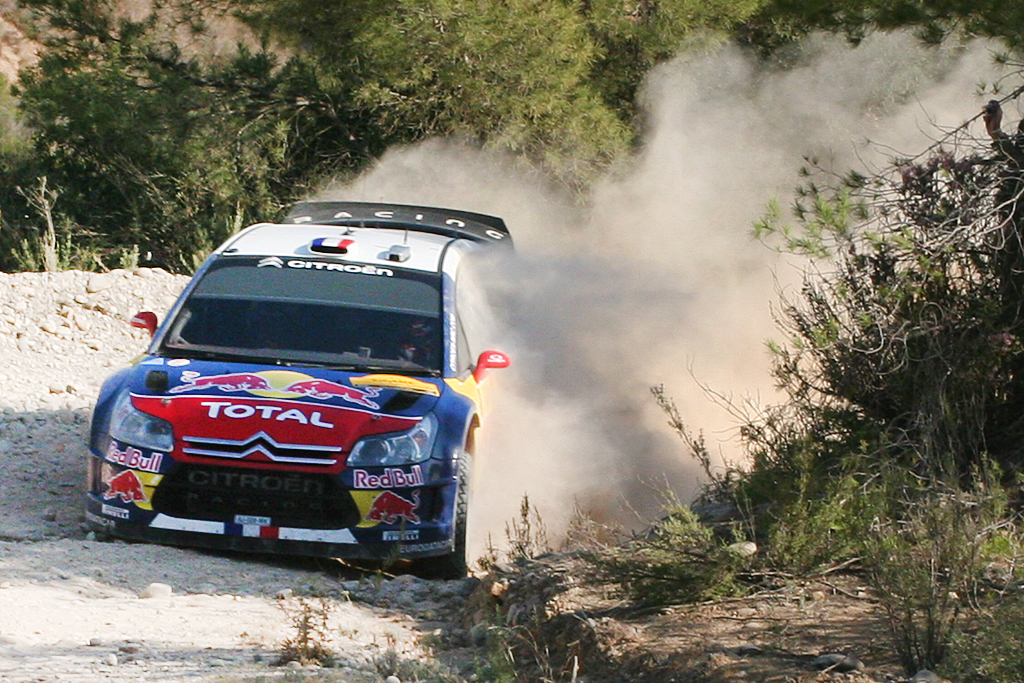
Sébastien Loeb amb el Citroën WRC a l'edició del 2010

Des del 2005, la prova té lloc a l'entorn del Montsant, la Serra de Prades i la Terra Alta. Es disputa tradicionalment a mitjan octubre durant quatre dies, de dijous a diumenge, i acostuma a ser l'antepenúltima prova de la temporada del mundial.
És l'únic ral·li mixt (combina trams de terra i d'asfalt) del mundial, fet que el converteix en un dels més espectaculars per al públic i difícils per als participants. La primera etapa pròpiament dita es disputa el divendres sobre terra i, a la nit, els mecànics canvien la configuració dels cotxes per a les dues etapes següents, d'asfalt. Hi ha també etapes urbanes: des del 2013, el ral·li s'inicia el dijous al vespre amb una "superespecial" a Barcelona, un tram urbà ubicat a Montjuïc que recorre entre d'altres l'Avinguda de Maria Cristina, al costat de l'espai firal. A Salou s'hi fa el shakedown (test previ dels cotxes) el dijous al matí i un tram urbà al passeig marítim el dissabte a la nit.
La 52a edició, disputada del 13 al 16 d'octubre de 2016, recorria un total de 1.378,31 km, amb 321,08 de cronometrats que conformaven les 19 especials, 11 de diferents. Set de les especials corresponien a l'etapa de terra de divendres, amb un total de 115,90 km.

## Palmarès
Font:
A 24 d'octubre de 2023
| Any                      | Edició                                   | Pilot              | Copilot                   | Automòbil                     | Notes      |
| ------------------------ | ---------------------------------------- | ------------------ | ------------------------- | ----------------------------- | ---------- |
| 1957                     | 1 Rallye Cataluña-VIII Volta a Catalunya | Sebastià Salvadó   | "Milano"                  | Alfa Romeo 1900 S             | Esp.       |
| 1958                     | 2 Rallye Cataluña-IX Volta a Catalunya   | Luciano Eliakin    | August Lluch              | Saab 93                       | Esp.       |
| 1959                     | 3 Rallye Cataluña-X Volta a Catalunya    | Àlex Soler-Roig    | Manuel Romagosa           | Porsche 356 Carrera           | Esp.       |
| 1960                     | 4 Rallye Cataluña-XI Volta a Catalunya   | Max Hohenlohe      | August Lluch              | BMW 700 Coupé                 | Esp.       |
| 1961                     | 5 Rallye Cataluña-XII Volta a Catalunya  | Joan Fernández     | Ramon Grifoll             | BMW 700 Coupé                 | Esp.       |
| 1962                     | 6 Rallye Cataluña-XII Volta a Catalunya  | «Clery»            | «Cala» (Calamanda Rosell) | BMW 700 Coupé                 | Esp.       |
| 1963                     | 7 Rallye Cataluña-XIV Volta a Catalunya  | Jordi Palau-Ribes  | Jorge Palou               | Fiat Abarth 850 TC            | Esp.       |
| 1964                     | 8 Rallye Cataluña-XV Volta a Catalunya   | Jaume Juncosa      | Salvador Cañellas         | Fiat Abarth 1000              | Esp.       |
| 1965 - 1972: No disputat |                                          |                    |                           |                               |            |
| 1973                     | 9 Rallye Catalunya-Rallye de les Caves   | Salvador Cañellas  | Daniel Ferrater           | SEAT 1430-1800                | Esp.       |
| 1974                     | 10 Rallye Catalunya-Rallye de les Caves  | Marc Etchebers     | Marie-Ch. Etchebers       | Porsche 911 Carrera RS        | Esp.       |
| 1975                     | 11 Rallye Catalunya-Rallye de les Caves  | Antoni Zanini      | Eduardo Martínez Adam     | SEAT 1430 1800                | Esp.       |
| 1976                     | 12 Rallye Catalunya-Rallye de les Caves  | Jorge de Bagration | Manuel Barbeito           | Lancia Stratos HF             | Esp.       |
| 1977                     | 13 Rallye Catalunya-Rallye de les Caves  | Antoni Zanini      | Juan José Petisco         | SEAT 124-2100                 | Esp.       |
| 1978                     | 14 Rallye Catalunya-Rallye de les Caves  | Antoni Zanini      | Juan José Petisco         | Fiat 131 Abarth               | Esp.       |
| 1979                     | 15 Rallye Catalunya-Rallye de les Caves  | Beny Fernández     | José Luis Sala            | Fiat 131 Abarth               | Esp.       |
| 1980                     | 16 Rallye Catalunya-Rallye de les Caves  | Antoni Zanini      | Jordi Sabater             | Porsche 911 SC                | ERC, Esp.  |
| 1981                     | 17 Rallye Catalunya-Rallye de les Caves  | Genito Ortiz       | Guillermo Barreras        | Renault 5 Turbo               | ERC, Esp.  |
| 1982                     | 18 Rallye Catalunya-Rallye de les Caves  | Antoni Zanini      | Víctor Sabater            | Talbot Sunbeam Lotus          | ERC, Esp.  |
| 1983                     | 19 Rallye Catalunya-Rallye de les Caves  | Adartico Vudafieri | Tiziano Siviero           | Lancia Rally 037              | ERC, Esp.  |
| 1984                     | 20 Rallye Catalunya                      | Salvador Servià    | Jordi Sabater             | Opel Manta 400                | ERC, Esp.  |
| 1985                     | 21 Rallye Catalunya                      | Fabrizio Tabaton   | Luciano Tedeschini        | Lancia Rally 037              | ERC, Esp.  |
| 1986                     | 22 Rallye Catalunya                      | Fabrizio Tabaton   | Luciano Tedeschini        | Lancia Delta S4               | ERC, Esp.  |
| 1987                     | 23 Rallye Catalunya                      | Dario Cerrato      | Giuseppe Cerri            | Lancia Delta HF 4WD           | ERC, Esp.  |
| 1988                     | 24 Rally Catalunya-Costa Brava           | Bruno Saby         | Jean-François Fauchille   | Lancia Delta HF 4WD           | ERC        |
| 1989                     | 25 Rally Catalunya-Costa Brava           | Yves Loubet        | Jean-Marc Andrié          | Lancia Delta HF Integrale     | ERC        |
| 1990                     | 26 Rally Catalunya-Costa Brava           | Dario Cerrato      | Giuseppe Cerri            | Lancia Delta HF Integrale 16V | ERC        |
| 1991                     | 27 Rally Catalunya-Costa Brava           | Armin Schwarz      | Arne Hertz                | Toyota Celica GT-4            | WRC        |
| 1992                     | 28 Rally Catalunya-Costa Brava           | Carlos Sainz       | Luis Moya                 | Toyota Celica Turbo 4WD       | WRC        |
| 1993                     | 29 Rally Catalunya-Costa Brava           | François Delecour  | Daniel Grataloup          | Ford Escort RS Cosworth       | WRC        |
| 1994                     | 30 Rally Catalunya-Costa Brava           | Enrico Bertone     | Massimo Chiapponi         | Toyota Celica Turbo 4WD       | C2L        |
| 1995                     | 31 Rally Catalunya-Costa Brava           | Carlos Sainz       | Luis Moya                 | Subaru Impreza 555            | WRC        |
| 1996                     | 32 Rally Catalunya-Costa Brava           | Colin McRae        | Derek Ringer              | Subaru Impreza 555            | WRC        |
| 1997                     | 33 Rally Catalunya-Costa Brava           | Tommi Mäkinen      | Seppo Harjanne            | Mitsubishi Lancer Evolution   | WRC        |
| 1998                     | 34 Rally Catalunya-Costa Brava           | Didier Auriol      | Denis Giraudet            | Toyota Corolla WRC            | WRC        |
| 1999                     | 35 Rally Catalunya-Costa Brava           | Philippe Bugalski  | Jean-Paul Chiaroni        | Citroën Xsara Kit Car         | WRC        |
| 2000                     | 36 Rally Catalunya-Costa Brava           | Colin McRae        | Nicky Grist               | Ford Racing Focus WRC         | WRC        |
| 2001                     | 37 Rally Catalunya-Costa Brava           | Didier Auriol      | Denis Giraudet            | Peugeot 206 WRC               | WRC        |
| 2002                     | 38 Rally Catalunya-Costa Brava           | Gilles Panizzi     | Herve Panizzi             | Peugeot 206 WRC               | WRC        |
| 2003                     | 39 Rally Catalunya-Costa Brava           | Gilles Panizzi     | Hervé Panizzi             | Peugeot 206 WRC               | WRC        |
| 2004                     | 40 Rally Catalunya-Costa Brava           | Markko Märtin      | Michael Park              | Ford Focus RS WRC             | WRC        |
| 2005                     | 41 RallyRACC Catalunya-Costa Daurada     | Sébastien Loeb     | Daniel Elena              | Citroën Xsara WRC             | WRC        |
| 2006                     | 42 RallyRACC Catalunya-Costa Daurada     | Sébastien Loeb     | Daniel Elena              | Citroën Xsara WRC             | WRC        |
| 2007                     | 43 RallyRACC Catalunya-Costa Daurada     | Sébastien Loeb     | Daniel Elena              | Citroën C4 WRC                | WRC        |
| 2008                     | 44 RallyRACC Catalunya-Costa Daurada     | Sébastien Loeb     | Daniel Elena              | Citroën C4 WRC                | WRC        |
| 2009                     | 45è RallyRACC Catalunya-Costa Daurada    | Sébastien Loeb     | Daniel Elena              | Citroën C4 WRC                | WRC        |
| 2010                     | 46 RallyRACC Catalunya-Costa Daurada     | Sébastien Loeb     | Daniel Elena              | Citroën C4 WRC                | WRC        |
| 2011                     | 47 RallyRACC Catalunya-Costa Daurada     | Sébastien Loeb     | Daniel Elena              | Citroën DS3 WRC               | WRC        |
| 2012                     | 48 RallyRACC Catalunya-Costa Daurada     | Sébastien Loeb     | Daniel Elena              | Citroën DS3 WRC               | WRC        |
| 2013                     | 49 RallyRACC Catalunya-Costa Daurada     | Sébastien Ogier    | Julien Ingrassia          | Volkswagen Polo R WRC         | WRC        |
| 2014                     | 50 RallyRACC Catalunya-Costa Daurada     | Sébastien Ogier    | Julien Ingrassia          | Volkswagen Polo R WRC         | WRC        |
| 2015                     | 51 RallyRACC Catalunya-Costa Daurada     | Andreas Mikkelsen  | Ola Floene                | Volkswagen Polo R WRC         | WRC        |
| 2016                     | 52 RallyRACC Catalunya-Costa Daurada     | Sébastien Ogier    | Julien Ingrassia          | Volkswagen Polo R WRC         | WRC        |
| 2017                     | 53 RallyRACC Catalunya-Costa Daurada     | Kris Meeke         | Paul Nagle                | Citroën C3 WRC                | WRC        |
| 2018                     | 54 RallyRACC Catalunya-Costa Daurada     | Sébastien Loeb     | Daniel Elena              | Citroën C3 WRC                | WRC        |
| 2019                     | 55 RallyRACC Catalunya-Costa Daurada     | Thierry Neuville   | Nicolas Gilsoul           | Hyundai i20 Coupe WRC         | WRC        |
| 2020                     | Edició suspesa                           | Edició suspesa     | Edició suspesa            | Edició suspesa                | SCER, CERA |
| 2021                     | 56 RallyRACC Catalunya-Costa Daurada     | Thierry Neuville   | Martijn Wydaeghe          | Hyundai i20 Coupe WRC         | WRC        |
| 2022                     | 57 RallyRACC Catalunya-Costa Daurada     | Sébastien Ogier    | Benjamin Veillas          | Toyota GR Yaris WRC Rally1    | WRC, ERC   |
| 2023                     | 58 RallyRACC Catalunya-Costa Daurada     | Pepe López         | Borja Rozada              | Hyundai i20N Rally2           | SCER       |

Notes
1. ↑  S'hi fa constar el nom oficial de la prova en cada edició.
2. 1 2  El 1991 i 1992 només fou puntuable per al Campionat de Pilots

### Guanyadors múltiples

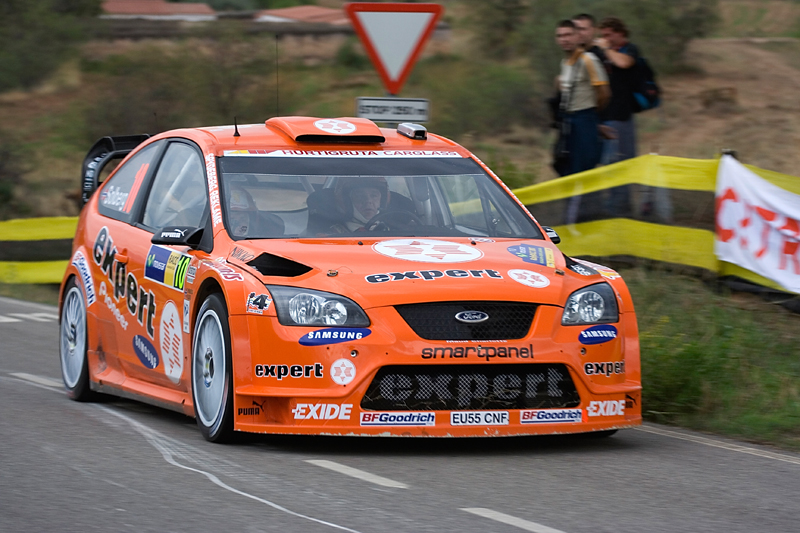
Henning Solberg amb el Ford Focus RS WRC a l'edició del 2007

A 23 d'octubre de 2022
| # | Pilot            | Victòries | Anys                                                 |
| - | ---------------- | --------- | ---------------------------------------------------- |
| 1 | Sébastien Loeb   | 8         | 2005, 2006, 2007, 2008, 2009, 2010, 2011, 2012, 2018 |
| 2 | Antoni Zanini    | 5         | 1975, 1977, 1978, 1980, 1982                         |
| 3 | Sébastien Ogier  | 4         | 2013, 2014, 2016, 2022                               |
| 4 | Fabrizio Tabaton | 2         | 1985, 1986                                           |
| 4 | Dario Cerrato    | 2         | 1987, 1990                                           |
| 4 | Carlos Sainz     | 2         | 1992, 1995                                           |
| 4 | Colin McRae      | 2         | 1996, 2000                                           |
| 4 | Didier Auriol    | 2         | 1998, 2001                                           |
| 4 | Gilles Panizzi   | 2         | 2002, 2003                                           |
| 4 | Thierry Neuville | 2         | 2019, 2021                                           |